# Bataille de Waidring
Rébellion du Tyrol
Batailles
- Axams
- Sterzing
- Innsbrück
- Kufstein
- Volano
- Lofer
- Waidring
- Wörgl
- Strass im Zillertal
- 1re Bergisel
- 2e Bergisel
- Franzensfeste
- Pontlatzer Brücke
- 3e Bergisel
- Unken
- Lueg
- Hallein
- Melleck
- 4e Bergisel
- Pustertal
- Meran
- Sankt Leonhard in Passeier

La bataille de Waidring se déroule le 12 mai 1809 lors de la rébellion du Tyrol. Elle s'achève par la victoire des Bavarois qui s'emparent de la ville de Waidring.

## Déroulement
Le 12 mai, au lendemain de la bataille de Lofer, le général bavarois Carl von Wrede marche avec 7 500 soldats sur Waidring où il affronte les forces autrichiennes du général-major Franz Philipp Fenner von Fenneberg (en). Fenner dispose sous ses ordres du 9e bataillon de Jäger, de trois escadrons de cavalerie légère, de six canons, et de 1 000 irréguliers tyroliens. Ces derniers sont vaincus avec 100 hommes mis hors combat. Les Bavarois déplorent la perte de 40 hommes tués ou blessés.